# Парк Макса Ашманна
Парк имени Макса Ашманна (устар. нем. Aschmann Park) — парк на севере Калининграда. Заложен в начале XX века на окраинах Кёнигсберга. С 2020 года приобрёл статус ООПТ местного значения в качестве городского парка культуры и отдыха.

## География
Расположен между улицами Демьяна Бедного, Платова и Горького. Площадь современного парка — 66 га, довоенного — 85 га. Имеет четыре искусственных пруда, крупнейший сейчас называется озером Лесным.
Через парк протекает ручей Северный, впадающий в Верхний пруд. Имеется разветвлённая сеть дренажных каналов с берегами, укреплёнными габионами.
На территории парка находятся памятники на захоронениях советских солдат, павших в Великую Отечественную войну: один в самом парке — примерно в 100 метрах от улицы Богатырская, второй на улице Герцена, третий — в 20 метрах от границы парка рядом с коттеджным посёлком.

## История
В 1903 году крупный кёнигсбергский предприниматель Макс Ашманн, владелец винного дома Штеффенс и Вольтер, завещал приобретенное имение Марауненхоф своему городу Кёнигсбергу, а также пожертвовал городской казне сто тысяч марок на строительство парка. Парк был разбит к 1910 году, его площадь составляла 25 га.
В 1912 году работники парка подарили городу 34 лебедя, которых вырастили сами. Лебеди прижились в пруду, придавая ему поистине сказочный вид. Как правило, зимой они не улетали — и люди специально приходили в парк Ашманна, чтобы их покормить.
В последующие годы продолжались работы по благоустройству парка — работы проводились с 1915 по 1940 годы. За это время площадь парка увеличилась почти в три раза. Дно прудов было выложено камнем, уровень воды искусственно регулировался из-за близости грунтовых вод к поверхности. После Первой мировой войны в парке был сооружён памятный знак в память о 100 выпускниках Альтштадтской гимназии, погибших в годы первой мировой войны. Это был валун на бетонном постаменте с выбитой на нём эпитафией. Был оборудован пруд для купания, пляж. Перед войной в парке имелись малые пруды, горка Родельберг для катания на роликах, игровые площадки, площадки для сбора людей, многочисленные променады и тропинки, спортивные площадки. Прогулочные дорожки располагались кольцом вокруг парка. Был проложен маршрут для конных прогулок — его ширина составляла 6 метров, обсаженный аллеей из дуба на всем протяжении. С западной стороны располагался один из главных входов на территорию парка, в настоящее время утрачен. С северной стороны имелся ещё один парковый въезд, обозначенный гранитным столбом. Здесь же соединялись дорожки из разных частей парка. Прогулочные дорожки имели покрытие из кирпича, через дренажные канавы были организованы переходы. В роще имелись небольшие поляны с одиночными деревьями, памятными сооружениями и скамейками. Через парк проходит улица Малая Лесная обсаженная клёнами. Здание необычной архитектуры под названием «Маленький лесной замок» располагалось на возвышении рельефа, от него к маленьком пруду вели лестничные сходы. Были мемориальные сооружения в виде обелисков, скульптур, столбов, плит. Прогулочные дорожки пересекали русло ручья в нескольких местах, через него было перекинуто около десяти мостиков. Цепочка искусственных озёр связана с Верхним прудом.
В 1940-х парк пострадал во время войны и был фактически заброшен. Исторические здания и сооружения, занимавшие 0,8 га, полностью утрачены. Из-за отсутствия ухода перестала функционировать должным образом сложная дренажная система парка, соединяющая его пруды с Верхним прудом, что привело к подтоплению парка, в результате чего погибли многие деревья. Площадки для отдыха заросли малоценными насаждениями. Территория и горка Родельберг были изрыты окопами. Озеро Лесное и другие пруды затинились и заросли тростником.
В 2000-е годы вырублен сорный кустарник. Проведена очистка ручья Молодёжного. В 2007 году городские власти Калининграда планировали возрождение парка. Общая стоимость предстоящих работ оценивалась в сорок миллионов рублей. По мнению главного архитектора Калининграда Игоря Ли, Парк Макса Ашманна должен получить статус особо охраняемой территории, памятника садово-паркового искусства.
По состоянию на 2008—2009 год парк использовался как место «дикого» отдыха. Выбрасываемый отдыхающими мусор и разводимые ими костры приводили к дальнейшему захламлению парка. Другой угрозой для парка является застройка (многоэтажная), подступающая к его границам.
В октябре 2011 года городская администрация подала успешную заявку на грант Евросоюза на благоустройство парка.
В ноябре 2013 году произведено магнитометрическое обследование местности парка, учёт деревьев.
В 2015 году в парке выполнены работы по санитарной вырубке деревьев, ликвидации поваленных деревьев, территория расчищена от поросли и кустарника. Кроме того, выполнено берегоукрепление откосов каналов. Структура затрат на проведение перечисленных видов работ: 10 % — средства городского бюджета, 90 % — средства европейского гранта. Общая сумма гранта Евросоюза, которую Калининград получит на парк имени Макса-Ашманна — около 1,5 млн евро. Финансирование из Европейского Союза поступает только после выполнения работ и предоставления отчётной документации.